# Seschemu
Seschemu war ein altägyptischer Würdenträger der 5. Dynastie, möglicherweise zur Zeit des Niuserre (2455 bis 2420 v. Chr.). Seine Mastaba (LS 5) liegt im Norden von Sakkara. Bekannt ist Seschemu hauptsächlich von seiner Scheintür, die nach Berlin gebracht wurde. Karl Richard Lepsius zeichnete sie während seiner Expedition nach Ägypten. Von Lepsius stammt auch ein Grundriss des Grabes.
Seschemu trug verschiedene Titel und war unter anderem Gottessiegler der beiden Boote, Vorsteher der Doppelscheune, Vorsteher aller Arbeiten des Königs aber auch Priester des Re in Setibre. Setibre ist der Name des Sonnenheiligtums von König Neferirkare.
Auf der Scheintür erscheinen auch seine Gemahlin, die Priesterin der Hathor, Herrin der Sykomore, Meretef und ein Sohn, dessen Name verloren ist.